# Artemiopsis
Artemiopsis è un genere di crostacei anostraci della famiglia dei Chirocephalidae.
Comprende le seguenti specie:
- Artemiopsis bungei
- Artemiopsis plovmornini
- Artemiopsis stefanssoni